# Noemi
Noemi ist ein hebräischer weiblicher Vorname.

## Herkunft und Bedeutung
Bei Noemi handelt es sich um die italienische, tschechische, polnische, rumänische, lateinische und deutsche Variante des hebräischen Namens נָעֳמִי Nåʿåmî.
Der Name leitet sich vom Nomen נֹעַם nōʿam „Annehmlichkeit, Lieblichkeit, Schönheit, Freundlichkeit, Wonne“ ab. Die genaue Zusammensetzung lässt sich nicht mit Sicherheit klären:
- נֹעַם + Suffix -ī: „meine Wonne“
- Kurzform von נֹעַם + Suffix ī + ausgefallenes theophores Element: „meine Wonne [ist Gott/die Gottheit NN]“
- Kurzform von נֹעַם + ausgefallenes theophores Element: „Wonne [Gottes/der Gottheit NN]“

Die Septuaginta gibt den Namen mit Νωεμιν Nōemin wieder, die Vulgata mit Noemi. Im Tanach ist Noʿomi die Schwiegermutter der Rut (Rut 1,2  u. ö.).

## Verbreitung
Der Name Noemi hat sich in Italien unter den beliebtesten Mädchennamen etabliert. Im Jahr 2020 belegte er Rang 22 in den Hitlisten. In Ungarn zeigt sich ein ähnliches Bild. Dort lag Noemi im Jahr 2019 auf Rang 38 der Vornamenscharts. Auch in der Schweiz ist der Name sehr populär (Rang 49, Stand 2020).
In Deutschland wird der Name erst seit den 2000er Jahren regelmäßiger vergeben. Er ist mäßig beliebt. Im Jahr 2021 belegte Noemi Rang 189 der beliebtesten Mädchennamen in Deutschland. Damit wird diese Namensform in Deutschland häufiger vergeben als ihre Varianten.

## Varianten

### Weibliche Varianten
- Deutsch: Naomi, Naemi, Noomi, Naama, Noėmi, Noëmi
- Englisch: Naomi
- Französisch: Noémi, Noémie
- Griechisch: Νωεμίν Nōemín
- Hebräisch: נָעֳמִי Nåʿåmî, נֹעַם nōʿam, נַעֲמָה naʿamāh
- Isländisch: Naómí, Naomí
- Portugiesisch: Noémia (Portugal), Noêmia (Brasilien)
- Schwedisch: Naemi, Naomi, Noomi
- Spanisch: Noemí, Nohemi
- Ungarisch: Noémi, Naómi

### Männliche Varianten
- Französisch: Noam, Noham
- Hebräisch: נֹעַם nōʿam, נַעֲמָן naʿamān

## Namenstag
Der Namenstag wird nach Rut und Noomi am 1. September gefeiert.

## Namensträgerinnen

### Noemi, Noémi, Noémie, Noëmi
- Noemie Benczer Koller (* 1933), österreichisch-amerikanische Kernphysikerin
- Noémi Besedes (* 1980), Schweizer Schauspielerin
- Noemi Cantele (* 1981), italienische Radrennfahrerin
- Noemí Violeta Cattoi (1911–1965), argentinische Wirbeltier-Paläontologin
- Noémi Dabrowski (* 1991), französisch-polnisch-US-amerikanische Schauspielerin, Sprecherin und Moderatorin
- Noémie Étienne (* 1981), Schweizer Kunsthistorikerin
- Noémi Ferenczy (1890–1957), ungarische Bildwirkerin
- Noémie Freckhaus (* 1988), französische Fußballspielerin
- Noemi Gonzalez (* 1988), US-amerikanische Schauspielerin
- Noémi Háfra (* 1998), ungarische Handballspielerin
- Noémi Kiss (* 1974), ungarische Schriftstellerin
- Noémie Kocher (* 1969), schweizerisch-kanadische Schauspielerin und Drehbuchautorin
- Noémie Kolly (* 1998), Schweizer Skirennfahrerin
- Noémie Lenoir (* 1979), französisches Model und Schauspielerin
- Noëmi Lerch (* 1987), Schweizer Schriftstellerin
- Noemi Lung (* 1968), rumänische Schwimmerin
- Noémie Lvovsky (* 1964), französische Filmregisseurin, Drehbuchautorin und Schauspielerin
- Noémie Merlant (* 1988), französische Schauspielerin
- Noëmi Nadelmann (* 1962), Schweizer Opernsängerin
- Noemi Liv Nicolaisen (* 2000), deutsche Filmschauspielerin
- Noemi Peschel (* 2001), deutsche Rhythmische Sportgymnastin
- Noemi Ristau (* 1991), deutsche Skirennläuferin
- Noemí Sanín (* 1949), kolumbianische Diplomatin und Politikerin
- Noémie Schmidt (* 1990), Schweizer Schauspielerin
- Noemi Schneider (* 1982), deutsche Regisseurin und Autorin
- Noëmi Simonetto de Portela (1926–2011), argentinische Leichtathletin (Weitsprung)
- Noemi Steuer (1957–2020), Schweizer Schauspielerin und Ethnologin
- Noemi La Terra (* 1978), Sängerin und Musikerin
- Noémie Tiberi (* 1991), luxemburgische Fußballspielerin
- Noemi Zbären (* 1994), Schweizer Leichtathletin

Künstlername
- Noemi (* 1982), italienische Sängerin

### Noomi
- Noomi Rapace (* 1979), schwedische Schauspielerin

### Naemi, Naëmi
- Naemi Breier (* 1993), deutsche Fußballschiedsrichterin
- Naëmi Leo (* 1985), deutsche Physikerin mit Spezialgebiet Magnetismus
- Naëmi Priegel (* 1941), deutsche Schauspielerin und Sängerin

## Darstellung in der Literatur
Noémi (auch Noëmi) ist der Name einer der weiblichen Romanhauptfiguren in Maurus Jókais Roman Ein Goldmensch (ung. „Az arany ember“).